# Adam Erne
Pour les articles homonymes, voir Erne (homonymie).
Adam Erne (né le 20 avril 1995 à New Haven dans l'État du Connecticut aux États-Unis) est un joueur professionnel américain de hockey sur glace. Il évolue au poste d'ailier.

## Biographie

### Dans le junior
Erne commence sa carrière junior avec l'Ice de l'Indiana dans la USHL en 2010-2011. Il termine la saison avec une récolte de 18 points en 45 matchs. Il est sélectionné au 22e rang au total lors du repêchage 2011 de la LHJMQ par les Mooseheads d'Halifax. Le 11 juillet 2011, il passe aux Remparts de Québec en échange de trois choix au repêchage. Il obtient 55 points à sa saison recrue avec les Remparts en 2011-2012. 
Le 1er avril 2014, il signe un contrat d'entrée de 3 ans avec le Lightning de Tampa Bay. Cette entente lui permet de disputer 8 parties en fin de saison avec le Crunch de Syracuse, dans la LAH.
En 2014-2015, à sa dernière année junior, il connait sa meilleure saison en carrière avec un total de 86 points, dont 41 buts, en 60 rencontres. Il ajoute également 30 points en 21 matchs éliminatoires et aide Québec à gagner la Coupe du Président. Il reçoit d'ailleurs le trophée Guy-Lafleur, remis au joueur par excellence des séries dans la LHJMQ. Les Remparts sont toutefois éliminés par les Rockets de Kelowna au tournoi de la Coupe Memorial 2015.

### Chez les pros
Le 19 septembre 2013, Erne est convoqué en audience avec le département de la sécurité des joueurs de la LNH à la suite d'une mise en échec illégale à la tête de Vladimir Sobotka. L'incident est survenu en 1ère période dans un match préparatoire entre les Blues de Saint-Louis et le Lightning disputé la veille à Orlando. Après l'audience, la LNH annonce qu'elle décerne une suspension de 3 parties à Erne pour son geste à l'endroit de Sobotka. 
Le 2 janvier 2017, il est rappelé par le Lightning en provenance de Syracuse. Le lendemain, il dispute son premier match en carrière dans la LNH face aux Jets de Winnipeg. Il inscrit son premier but et son premier point face aux Penguins à Pittsburgh, le 3 mars 2017.
Le 14 août 2019, il est échangé aux Red Wings de Détroit en retour d'un choix de 4e tour en 2020.

## Statistiques

### En club
| Saison     | Équipe                   | Ligue      |     | Saison régulière | Saison régulière | Saison régulière | Saison régulière | Saison régulière |    | Séries éliminatoires | Séries éliminatoires | Séries éliminatoires | Séries éliminatoires | Séries éliminatoires |
| Saison     | Équipe                   | Ligue      | PJ  | B                | A                | Pts              | Pun              | PJ               | B  | A                    | Pts                  | Pun                  |                      |                      |
| 2010-2011  | Ice de l'Indiana         | USHL       | 45  | 10               | 8                | 18               | 49               | 3                | 0  | 1                    | 1                    | 0                    |                      |                      |
| 2011-2012  | Remparts de Québec       | LHJMQ      | 64  | 28               | 27               | 55               | 32               | 11               | 2  | 4                    | 6                    | 10                   |                      |                      |
| 2012-2013  | Remparts de Québec       | LHJMQ      | 68  | 28               | 44               | 72               | 67               | 11               | 5  | 5                    | 10                   | 19                   |                      |                      |
| 2013-2014  | Remparts de Québec       | LHJMQ      | 48  | 21               | 41               | 62               | 65               | 1                | 1  | 0                    | 1                    | 2                    |                      |                      |
| 2013-2014  | Crunch de Syracuse       | LAH        | 8   | 1                | 3                | 4                | 2                | -                | -  | -                    | -                    | -                    |                      |                      |
| 2014-2015  | Remparts de Québec       | LHJMQ      | 60  | 41               | 45               | 86               | 102              | 22               | 21 | 9                    | 30                   | 17                   |                      |                      |
| 2015-2016  | Crunch de Syracuse       | LAH        | 59  | 14               | 15               | 29               | 74               | -                | -  | -                    | -                    | -                    |                      |                      |
| 2016-2017  | Crunch de Syracuse       | LAH        | 42  | 14               | 15               | 29               | 42               | 22               | 3  | 7                    | 10                   | 8                    |                      |                      |
| 2016-2017  | Lightning de Tampa Bay   | LNH        | 26  | 3                | 0                | 3                | 11               | -                | -  | -                    | -                    | -                    |                      |                      |
| 2017-2018  | Crunch de Syracuse       | LAH        | 41  | 12               | 14               | 26               | 38               | -                | -  | -                    | -                    | -                    |                      |                      |
| 2017-2018  | Lightning de Tampa Bay   | LNH        | 23  | 3                | 1                | 4                | 11               | -                | -  | -                    | -                    | -                    |                      |                      |
| 2018-2019  | Lightning de Tampa Bay   | LNH        | 65  | 7                | 13               | 20               | 40               | 3                | 0  | 0                    | 0                    | 2                    |                      |                      |
| 2019-2020  | Red Wings de Détroit     | LNH        | 56  | 2                | 3                | 5                | 28               | -                | -  | -                    | -                    | -                    |                      |                      |
| 2020-2021  | Red Wings de Détroit     | LNH        | 45  | 11               | 9                | 20               | 26               | -                | -  | -                    | -                    | -                    |                      |                      |
| 2021-2022  | Red Wings de Détroit     | LNH        | 79  | 6                | 13               | 19               | 34               | -                | -  | -                    | -                    | -                    |                      |                      |
| 2022-2023  | Red Wings de Détroit     | LNH        | 61  | 8                | 10               | 18               | 21               | -                | -  | -                    | -                    | -                    |                      |                      |
| 2022-2023  | Griffins de Grand Rapids | LNH        | 9   | 0                | 5                | 5                | 4                | -                | -  | -                    | -                    | -                    |                      |                      |
| 2023-2024  | Oilers d’Edmonton        | LNH        | 24  | 1                | 1                | 2                | 9                | -                | -  | -                    | -                    | -                    |                      |                      |
| 2023-2024  | Condors de Bakersfield   | LAH        | 36  | 6                | 6                | 12               | 22               | 2                | 0  | 0                    | 0                    | 2                    |                      |                      |
| Totaux LNH | Totaux LNH               | Totaux LNH | 379 | 41               | 50               | 91               | 180              | 3                | 0  | 0                    | 0                    | 2                    |                      |                      |

### En équipe nationale
| Année | Compétition                 |   | PJ | B | A | Pts | Pun      |  | Résultat |
| 2014  | Championnat du monde junior | 5 | 0  | 1 | 1 | 0   | 5e place |  |          |

## Trophées et honneurs personnels

### Ligue de hockey junior majeur du Québec
- 2014-2015 : remporte le trophée Guy-Lafleur (meilleur joueur des séries éliminatoires)